# Haworthia pygmaea
Haworthia pygmaea ist eine Pflanzenart der Gattung Haworthia in der Unterfamilie der Affodillgewächse (Asphodeloideae).

## Beschreibung
Haworthia pygmaea wächst stammlos und langsam sprossend. Die zwölf bis 15 stumpfen, rundspitzigen Laubblätter bilden eine Rosette mit einem Durchmesser von 6 bis 10 Zentimeter. Die Blattspreite ist 6 Zentimeter lang und 1,8 Zentimeter breit. Auf der durchscheinenden Blattoberfläche sind undeutlich erhabene Warzen vorhanden. Manchmal ist sie stark warzig.
Der kräftige Blütenstand erreicht eine Länge von bis zu 30 Zentimeter und besteht aus 15 bis 20 Blüten. Die weißen Blüten sind grün geadert.

## Systematik und Verbreitung
Haworthia pygmaea ist in der südafrikanischen Provinz Westkap verbreitet.
Die Erstbeschreibung durch Karl von Poellnitz wurde 1929 veröffentlicht.
Es werden folgende Varietäten unterschieden:
- Haworthia pygmaea var. pygmaea
- Haworthia pygmaea var. argenteo-maculosa (G.G.Sm.) M.B.Bayer

## Nachweise